# Fury (Achterbahn)
Fury im Bobbejaanland (Lichtaart, Belgien) ist eine Stahlachterbahn vom Modell Infinity Coaster des Herstellers Gerstlauer Amusement Rides, die am 24. Juni 2019 eröffnet wurde. Das Besondere an der Bahn ist, dass die Fahrgäste vor der Fahrt per Knöpfe an ihren Bügeln abstimmen können, ob die Fahrt vorwärts oder rückwärts durchgeführt werden soll. Das Mehrheitsprinzip bestimmt dabei die Fahrtrichtung. Im Fall von einem Gleichstand, wird per Zufall entschieden, ob die Fahrt rückwärts oder vorwärts durchgeführt werden soll. Für Fahrgäste, die nur vorwärts fahren wollen, gibt es einen Zug, der nur vorwärts fährt.

## Daten
Die 600 m lange Strecke erreicht eine Höhe von 43 m, wobei der tatsächlich vom Zug zurückgelegte Weg bei 830 m liegt. Um die Züge entsprechend der gewählten Fahrtrichtung auszurichten, befindet sich nach der Station eine Drehplattform, die den Zug in die entsprechende Richtung dreht. Danach wird der Zug mittels LSM-Abschuss in Richtung des Outside-Top-Hats beschleunigt. Diesen schafft der Zug noch nicht und rollt ihn wieder ab. Der Zug wird weiter beschleunigt und erklimmt das bei Fury erstmals verbaute Achterbahnelement Jr. Scorpion Tail. Diesen rollt er auch wieder hinab, wird weiter beschleunigt und schafft nun den Top-Hat. Auf der weiteren Strecke wurde unter anderem noch ein Wraparound-Corkscrew und ein Korkenzieher verbaut. Die Strecke endet mit einem weiteren Jr. Scorpion Tail, den der Zug wieder hinab rollt und davor abgebremst wird. Über eine weitere Drehplattform gelangt der Zug zurück in die Station.

## Züge
Fury besitzt zwei Züge mit jeweils drei Wagen. In jedem Wagen können vier Personen (eine Reihe) Platz nehmen.

## Auszeichnungen
Fury hat folgende Auszeichnungen bekommen:
- Platz 4 in der Rubrik Europas beste neue Achterbahnen 2019 des Parkscout/Plus-Awards.[3][4]
- Platz 4 in der Rubrik Beste Achterbahn-Neuheit 2019 in Europa des European Star Awards.[5][4]

## Fotos

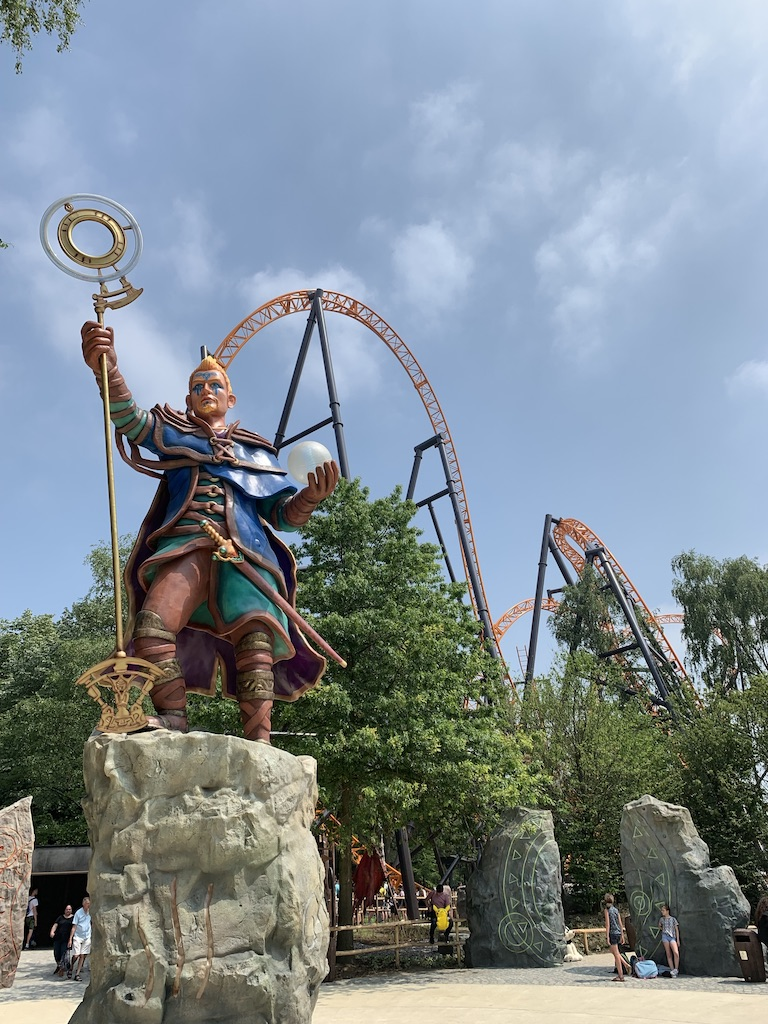
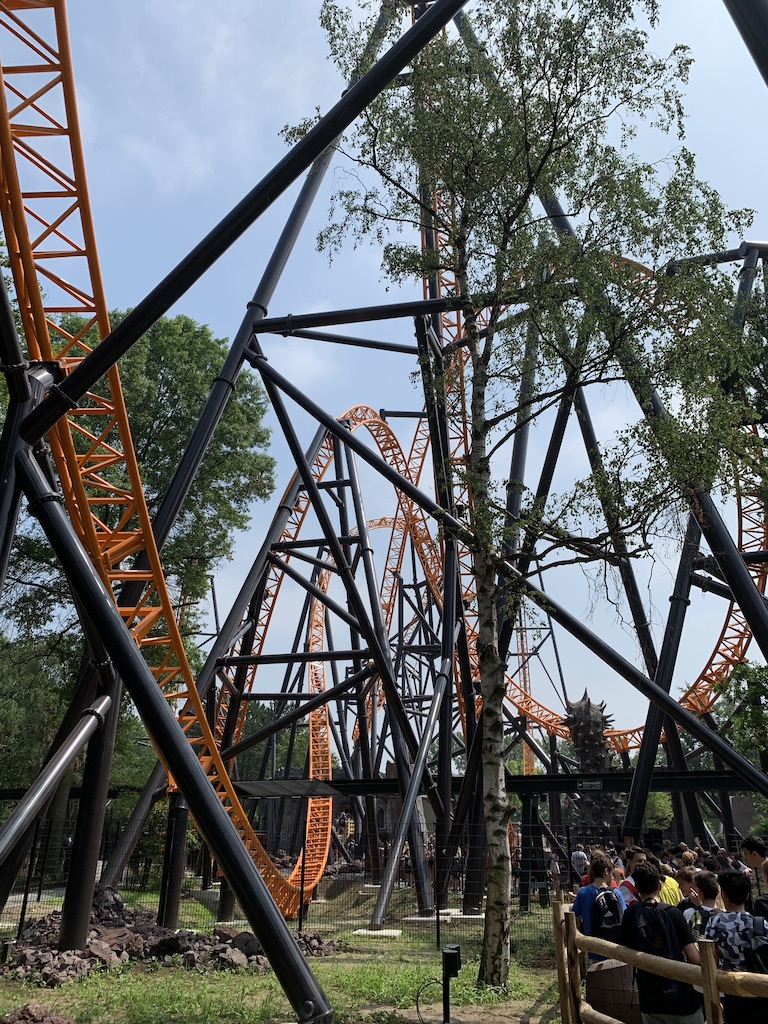
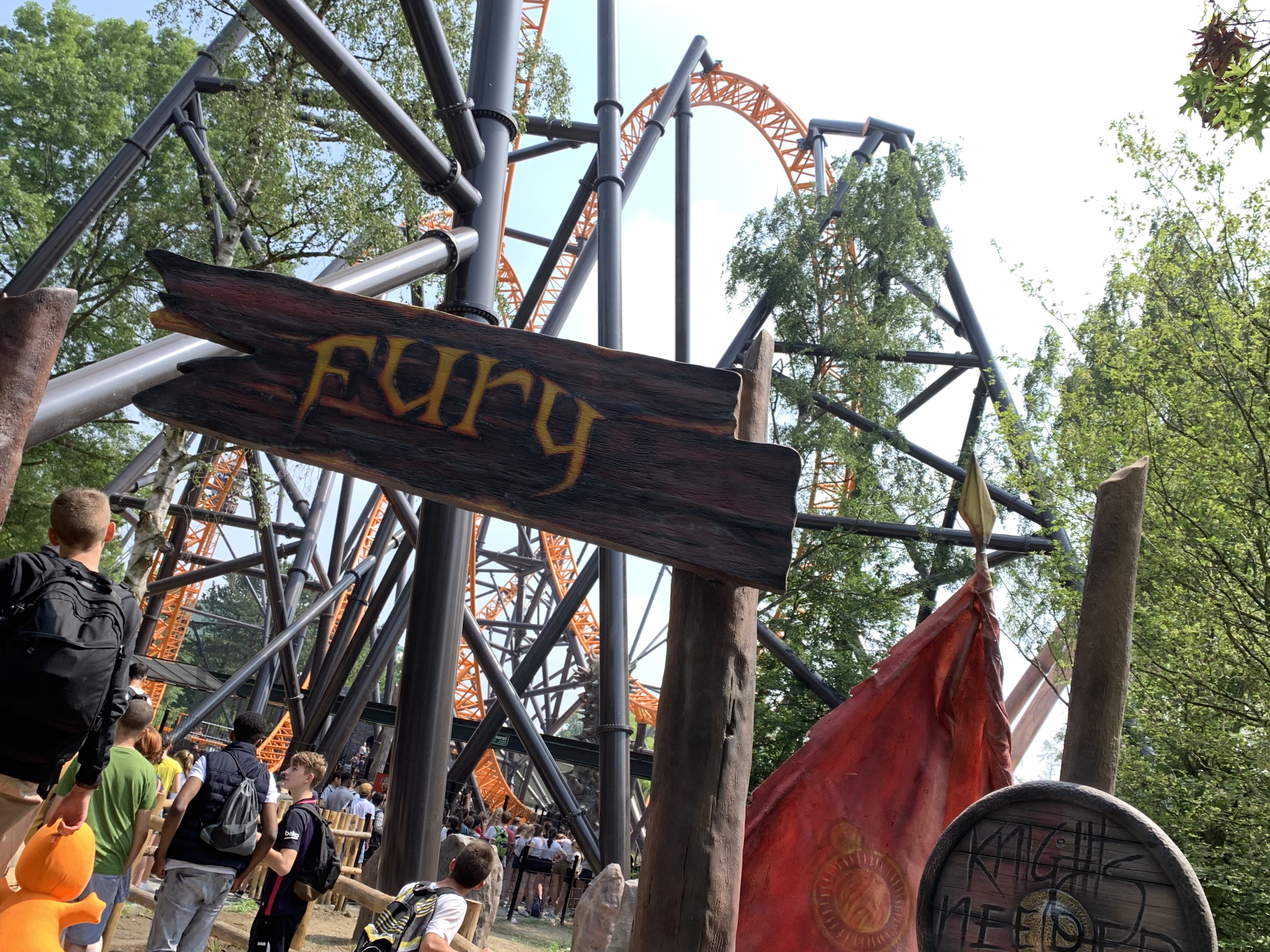